# Thomas Basset († um 1182)
Thomas Basset († um 1182) war ein englischer Adliger und Richter.

## Herkunft
Thomas Basset entstammte einer angesehenen Familie, von denen mehrere Mitglieder im Dienst der englischen Könige gestanden hatten, darunter Ralph Basset, der ein Bruder von Thomas Vater war. Auch Thomas Vater Gilbert Basset († um 1154) hatte König Heinrich I. als Richter gedient.

## Karriere als Richter des Königs
1166 besaß Basset Ländereien der Honour of Wallingford mit sieben Knight’s fees, die in Middlesex, Berkshire, Buckinghamshire und Oxfordshire lagen. Von 1172 bis 1179 verwaltete er für den König die Honour of Wallingford. Als sein Schwiegersohn Albert de Grelley 1180 starb, wurde er bis zu seinem eigenen Tod Verwalter von dessen Ländereien und Vormund für dessen minderjährigen Sohn Robert.
Bereits vor 1163 war Basset in den Dienst von König Heinrich II. eingetreten. Von 1163 bis 1164 war er Sheriff von Oxfordshire. Von 1169 bis etwa 1181 war er einer der Baron of the exchequer. 1175 und erneut 1179 diente er in Süd- und Westengland als reisender Richter. Im Dezember 1180 teilte er zusammen mit Justiciar Ranulf de Glanville und anderen königlichen Richtern das Reich in vier Gerichtsbezirke auf. Der König belohnte ihn, indem er ihm 1172 für seine Ländereien das Schildgeld erließ. Zwischen 1174 und 1179 bezeugte er in England vierzehn königliche Urkunden, eine weitere um 1181 in Barfleur in der Normandie. Vermutlich kurz danach starb er.

## Familie und Nachfahren
Basset heiratete Adeliza de Dunstanville († um 1210), eine Schwester von Walter de Dunstanville, Lord of Castle Combe in Wiltshire. Mit ihr hatte er drei Söhne und eine Tochter:
- Isabel Basset, ⚭ (1) Albert III. de Grelley († 1180), Lord of Manchester, ⚭ (2) Guy de Creon[2]
- Gilbert Basset († 1205)
- Thomas Basset († 1220), Lord of Headington
- Alan Basset († 1232), Lord of Wycombe

Seine drei Söhne teilten seine Besitzungen untereinander auf.